# Hagr As Sai'ar (huyện)
Huyện Hagr As Sai'ar là một huyện thuộc tỉnh Hadramawt, Yemen. Đến thời điểm năm 2003, huyện này có dân số 2474 người